# Dacelo
Dacelo – rodzaj ptaków z podrodziny łowców (Halcyoninae) w rodzinie zimorodkowatych (Alcedinidae).

## Zasięg występowania
Rodzaj obejmuje gatunki występujące na kontynencie australijskim, Nowej Gwinei i sąsiednich wyspach.

## Morfologia
Długość ciała 28–42 cm; masa ciała samic 138–465 g, samców 110–450 g.

## Systematyka

### Etymologia
- Dacelo (Dacello): anagram nazwy rodzaju Alcedo Linnaeus, 1758 (zimorodek)[12].
- Paralcyon: gr. παρα para „blisko, pochodny”; rodzaj Alcyone Swainson, 1837 (zimorodek)[12]. Nowa nazwa dla Dacelo Leach, 1815.
- Agreutes: gr. αγρευτης agreutēs „łowca”, od αγρεω agreō „chwytać”[12]. Nowa nazwa dla Dacelo Leach, 1815.
- Choucalcyon: fr. Choucas „kawka”, od średniowiecznofr. Choucquas „kawka”, od oksyt. Caucala „wrona”; łac. alcyon, alcyonis „zimorodek”, od gr. αλκυων alkuōn, αλκυονος alkuonos „zimorodek”[12]. Gatunek typowy: Alcedo novaeguineae Hermann, 1783.
- Nycticeyx: gr. νυκτι- nukti- „nocny”, od νυξ nux, νυκτος nuktos „noc”; rodzaj Ceyx Lacépède, 1799 (zimorodek)[12]. Nowa nazwa dla Dacelo Leach, 1815.
- Monachalcyon: późnołac. monachus „mnich” (tj. zakapturzony), od gr. μοναχος monakhos „mnich”, od μονος monos „samotny”, od μοναχοω monakhoō „robić pojedynczo”[12]. Gatunek typowy: Dacelo gaudichaud Quoy & Gaimard, 1824 (= Dacelo gaudichaud Gaimard, 1823).
- Sauromarptis: gr. σαυρος sauros „jaszczurka”; μαρπτις marptis „chwytacz”, od μαρπτω marptō „chwytać”[12]. Gatunek typowy: Dacelo gaudichaud Quoy & Gaimard, 1824 (= Dacelo gaudichaud Gaimard, 1823).
- Clytoceyx: gr. κλυτος klutos „wspaniały, szlachetny”, od κλεω kleō „świętować”; rodzaj Ceyx Lacépède, 1799 (zimorodek)[12]. Gatunek typowy: Clytoceyx rex Sharpe, 1880.
- Capricia: fr. caprice „kaprys, fantazyjny, podnieta”[12]. Gatunek typowy: Dacelo tyro G.R. Gray, 1858.

### Podział systematyczny
Do rodzaju należą następujące gatunki:
- Dacelo tyro G.R. Gray, 1858 – kukabura łuskowana
- Dacelo rex (Sharpe, 1880) – kukabura szuflodzioba
- Dacelo gaudichaud Gaimard, 1823 – kukabura rdzawobrzucha
- Dacelo novaeguineae (Hermann, 1783) – kukabura chichotliwa
- Dacelo leachii Vigors & Horsfield, 1827 – kukabura modroskrzydła